# Carmen Goenaga
Carmen Goenaga García (Salamanca, 23 de febrero de 2004), más conocida como Carmen Goenaga, es una jugadora española profesional de pádel, que ocupa actualmente la 20ª posición del ranking World Padel Tour. Carmen es diestra y juega habitualmente en el lado zurdo de la pista, destacando su juego aéreo y su calidad en los golpes.
Su pareja deportiva actualmente es Lucía Martínez Gómez desde junio de 2023, tal y como lo anunciaron por sus redes sociales.

## Carrera deportiva

### Inicios
Carmen Goenaga empezó a jugar a los 9 años al pádel en su ciudad, Salamanca. Con tan sólo 10 años, debido a su gran progreso, logró ser Campeona de España en categoría benjamín.
Durante su etapa de menores, también he conseguido ser Campeona de España tanto en categoría  alevín, como júnior. A nivel internacional, logró ser Campeona del Mundo en  infantil. 
Muy pronto, en 2014 comenzó a competir en los torneos de máximo nivel, en los torneos de World Padel Tour, con solo 14 años. Al 4.º torneo consiguió acceder a cuadro principal del World Padel Tour de Bilbao, cuando aún tenía 14 años, logrando así ser la jugadora más joven en acceder a un cuadro principal.

### Profesional
En 2021, Carmen formó pareja junto a Bea Caldera, actual nº37 del ranking WPT. Juntas lograron grandes resultados, destacando una final en el World Padel Tour Challenger de Albacete 2021, en la que cayeron en una vibrante final ante Sofía Araújo – Ana Catarina Nogueira. Esta etapa finalizó en el World Padel Tour Danish Open de 2022.
Tras esta etapa, Carmen Goenaga decidió unir fuerzas junto a Lorena Rufo, tal y como fue anunciado conjuntamente en sus redes sociales. Durante esta etapa, la joven pareja llegó a cumplir con las expectativas generadas, destacando el World Padel Tour de Valladolid, en el que mostraron un increíble nivel logrando derrotar a la pareja 14 del mundo por 6-1 y 6-2.
A finales de la temporada 2022, unió fuerzas con Mari Carmen Villalba. Un importante carrusel que juntó a la andaluza, Mari Carmen y a la salmantina, Carmen Goenaga, una siendo todo un seguro en el drive por su experiencia compitiendo al máximo nivel y la otra una jugadora de mucho recorrido y potencial en el revés.
Comenzó en 2023, anunciando su proyecto 2.0 con Bea Caldera. Ocho meses después de separar sus caminos, Carmen Goenaga y Beatriz Caldera volvieron a formar dupla en el circuito profesional. En su anterior etapa, que duró dos años, la salmantina y la vallisoletana se mostraron como una de las parejas con más futuro en el circuito, pero los resultados no acompañaron en el inicio de 2022 y, en el mes de mayo, tomaban la decisión de separarse.
En este 2023 también ha competido junto a Marta Caparrós, destacando una increíble actuación en el World Padel Tour Bruselas Open de 2023, en el que eliminaron a la pareja nº6 del mundo, Victoria Iglesias y Patty Llaguno. También destacó su gran actuación en su primer torneo juntas, en Viena.
Actualmente Carmen Goenaga esta compitiendo junto a Lucía Martínez Gómez desde junio de 2023, tal y como lo anunciaron por sus redes sociales. Lucía Martínez es ahora mismo, una de las mejores jugadoras del mundo, concretamente es la nº32 del ranking World Padel Tour.